# کپنک‌چی (گران‌بوی)
کپنک‌چی (به لاتین: Kəpənəkçi) یک منطقه مسکونی در جمهوری آذربایجان است که در شهرستان گران‌بوی واقع شده است. کپنک‌چی ۱۱۲ نفر جمعیت دارد.